# Gymnapistes
Gymnapistes is een monotypisch geslacht van straalvinnige vissen uit de familie van de napoleonvissen (Tetrarogidae).

## Soort
- Gymnapistes marmoratus (Cuvier, 1829)